# Konstantyn Paleolog (syn Andronika II)
Konstantyn Paleolog, (gr.) Κωνσταντῖνος Δούκας Κομνηνός Παλαιολόγος (ur. ok. 1278/1281, zm. 1334/1335) – drugi syn cesarza bizantyńskiego Andronika II Paleologa i Anny węgierskiej, despota Tesaloniki.

## Życiorys
Urodził się pomiędzy 1278 a 1281. W 1294 roku został mianowany despotą. W 1305 brał udział w bitwie pod Apros przeciwko Kompanii Katalońskiej. W latach 1321–1322 był gubernatorem Tesaloniki. W 1322 roku został uwięziony przez swojego bratanka Andronika III Paleologa. Następnie został mnichem. Zmarł w 1334/1335 roku.